# 新塞利夫卡 (新奧爾日茨凱市鎮)
50°0′53″N 32°43′8″E / 50.01472°N 32.71889°E
新塞利夫卡（烏克蘭語：Новоселівка）是位於烏克蘭中部的村莊，由波爾塔瓦州盧布尼區的新奥尔日茨凯市镇負責管轄。該村距離切列夫基2.5公里，面積0.36平方公里，海拔高度101米，2001年人口300。